# NGC 5203
NGC 5203 (другие обозначения — MCG -1-35-1, PGC 47610) — галактика в созвездии Дева.
Этот объект входит в число перечисленных в оригинальной редакции «Нового общего каталога».